# Международный университет гуманитарных наук и развития
Международный университет гуманитарных наук и развития (туркм. Halkara Ynsanperwer Ylymlary we Ösüş Uniwersiteti (HYY we ÖU)) — высшее учебное заведение в Ашхабаде, Туркменистан. Университет был открыт в сентябре 2014 года, преподавание происходит на английском языке. Создан указом президента от 16 мая 2014 года. Университет занимает 96 место в мировом рейтинге, а также 35 место в азиатском рейтинге юридических школ. Эсен Айдогдыев, кадровый дипломат, был назначен ректором в июле 2014 года.

## Учебная программа
В состав университета входят четыре факультета: социально-гуманитарных наук, международной экономики и менеджмента, международного права и международных отношений, информационных технологий.
Факультет социально-гуманитарных наук участвует в проведении курсов по всем специальностям в университете. Все курсы преподаются исключительно на английском языке. Факультет дает возможность изучать и изучать разнообразные и междисциплинарные области в основных и смежных областях. Преподавание на факультете тесно связано с современными методами исследований и обучения, направленными на подготовку будущих специалистов.
Факультет социально-гуманитарных наук был создан совместно с университетом в 2014 году и является одной из крупнейших школ социальных наук и специалистов в области СМИ. При этом факультет является признанным научно-исследовательским центром, осуществляющим широкий спектр образовательной, исследовательской и консультационной деятельности.
В Социально-гуманитарных науках Международного университета гуманитарных наук и развития четыре кафедры:
- Кафедра философии и социологии;
- Факультет журналистики;
- Департамент социальных наук;
- Кафедра физического воспитания.

Факультет проводит курсы по трем программам бакалавриата. Более 200 студентов обучаются на дневном отделении по программам факультета.
Факультет международной экономики и менеджмента Международного университета гуманитарных наук и развития – это команда молодых, амбициозных и высококвалифицированных ученых, преподавателей и исследователей с солидным образовательным бэкграундом, готовых делиться своими знаниями, опытом и поддерживать студентов. Общая концепция обучения в университете основана на международных учебных программах и методах. Используются все необходимые материалы, книги и методики, применяемые в ведущих мировых университетах в области экономики и финансов.
Факультет международной экономики и менеджмента был создан совместно с университетом в 2014 году и является одной из крупнейших школ экономистов, предпринимателей в Ашхабаде и признанным научно-исследовательским центром, осуществляющим широкий спектр образовательной, исследовательской и консультационной деятельности. .
На факультете международной экономики и менеджмента Международного университета гуманитарных наук и развития действуют три кафедры:
• Департамент международной экономики;
• Департамент финансов;
• Департамент управления.
Факультет ведет курсы по 5 программам бакалавриата и 2 программам магистратуры. Около 700 студентов обучаются на дневном отделении по программам факультета.
Факультет международного права и международных отношений Международного университета гуманитарных наук и развития является академическим подразделением для студентов, желающих продолжить карьеру в государственных органах, международных организациях, международных неправительственных организациях и международных фирмах.
Кафедра международного право делится на два специальности:
1) Международное публичное право (public international law)
2) Международное частное право (international private law)
Лучшая специальность в этом университете – международное публичное право. Эта специальность известна как одна из лучших и элегантных.
Факультет поощряет интегрированный теоретический и междисциплинарный подход к вопросам международного регулирования и управления, поэтому студенты могут получить глубокое понимание того, как одна дисциплина влияет на другую. Специальности, предлагаемые факультетом, охватывают общие методы, объем и теории международного права и международных отношений и позволяют получить дальнейшую специализацию в этих широких областях.
На факультете три кафедры:
• Департамент международных отношений;
• Кафедра международного права;
• Департамент языков.
Факультет ведет курсы по 3 программам бакалавриата. Около 300 студентов обучаются на дневном отделении по программам факультета.
Факультет информационных технологий Международного университета гуманитарных наук и развития — это команда молодых, амбициозных и высококвалифицированных ученых, преподавателей и исследователей с солидным образовательным бэкграундом, готовых делиться своими знаниями, опытом и поддерживать студентов. Общая концепция обучения в  университете основана на международных учебных программах и методах. Тут используются все необходимые материалы, книги и методики, применяемые в ведущих мировых университетах в области компьютерных наук и информационных технологий.
Факультет информационных технологий был создан совместно с университетом в 2014 году и является одной из крупнейших инженерных школ Ашхабада и признанным научно-исследовательским центром, осуществляющим широкий спектр образовательной, исследовательской и консультационной деятельности.
На факультете информационных технологий Международного университета гуманитарных наук и развития действуют три кафедры:
• Кафедра точных и естественных наук;
• Кафедра Компьютерных технологий и систем;
• Кафедра современных компьютерных технологий.
Факультет ведет курсы по 3 программам бакалавриата. Около 400 студентов обучаются на дневном отделении по программам факультета.
Всё обучение ведётся на английском языке на платной основе.
Поступившие студенты проходят годичные курсы языковой подготовки, студенты хорошо владеющие английским языком могут пропустить обучение английскому сдав тест
Сообщает Государственное информационное агентство Туркменистана:
Студенты будут посещать годичные курсы языковой подготовки и изучать терминологию по выбранной специальности. В этом учебном заведении впервые в Туркменистане будет использоваться двухуровневая система высшего образования — туркменские студенты будут учиться на бакалавриате и магистратуре — в соответствии с требованиями по установлению единых всемирно признанных образовательных стандартов.
Университет следует Болонскому процессу и предлагать четырёхлетний бакалавриат и годовую степень магистра.
Магистратура преподается по двум направлениям: MBA(Master of Busines Administration) и MEdM(Master of Education Management)

## Возможности
Университетский кампус включает в себя главное здание на 2000 студентов, три общежития, кафетерий, крытый спортивный комплекс, открытые волейбольные, баскетбольные и теннисные корты, а также автомобильную стоянку.
В университете действуют 4 студенческих клуба:
Бизнес клуб;
Клуб дипломатов;
Клуб инженеров;
Клуб Журналистов;
Также в университете действует Университетский Студенческий совет-USC (University Student Council)